# 박재훈 (음악가)
박재훈(朴在勳, 1922년 12월 21일 ~ 2021년 8월 2일)은 일제 강점기와 대한민국의 오르가니스트, 작사가, 작곡가, 편곡가, 개신교 목회자이며 예비역 대한민국 해군 하사 출신이다.
본관은 밀양(密陽)이고 아호(雅號)는 일맥(一麥)이다. 강원도 출신으로, 평양에서 오르간 주자로 데뷔해 일본 유학생활 후 월남하여 국군 해군에서 부사관으로 복무한 뒤 한국과 미국, 캐나다에서 음악 활동과 사목 활동을 이어갔다.

## 생애
1922년 12월 21일(음력 11월 4일) 강원도 김화군 금성면 지역에서 아버지 박창숙과 어머니 이루시 사이의 9남매중 8째로 태어났다. 한때 강원도 철원과 강원도 평강을 거쳐 강원도 이천에서 잠시 유아기를 보낸 적이 있으며 강원도 고성에서 잠시 유년기를 보낸 적이 있다.
1942년 평안남도 평양에서 오르간 연주자인 오르가니스트로 첫 데뷔한 그는 일제강점기 말기에 일본 유학을 하다가 징병을 피하여 일본 유학 생활을 포기 및 단념하고 귀국하였다. 광복 후 월남하여 1949년 대한민국 해군 하사 임관하여 대한민국 해군본부 정훈과에 배속되었다가 이듬해 1950년 한국 전쟁 때는 해군본부 군악대 하사로 복무하였고 1952년 해군 하사 예편하였다.
이듬해 1953년 한국 전쟁 종전 이후 서울에서 초등교원과 중등교원을 지내다가 그만두고 장수철 등과 함께 기독교 음악 활동을 하며 서울 영락교회 장로와 한양대학교 음악학과 교수를 지냈으며, 1973년 미국을 거쳐 1977년 캐나다로 건너갔다.  캐나다 온타리오주 토론토에서 개신교 목회자 겸 원로목사로 음악 활동과 사목 활동을 겸하다 2021년 8월 2일 캐나다 온타리오주 미시사가 병원에서 만 98세로 숨졌다.

## 주요 작품
그의 작품으로는 동요 《구슬비》, 《어머님 은혜》, 《송이송이 눈꽃송이》, 《시냇물》,《모두모두 자란다》, 《눈》,《봄》, 《내 주먹》 등과 찬송가 《어서 돌아오오》 등과 오페라 《에스더》, 《손양원》《함성,1919》 등이 있다.

## 대표 전력
- 한양대학교 교수

## 학력
- 평안남도 평양 요한신학교 졸업
- 일본 도쿄 데이고쿠 고등음악학교 중퇴
- 서울 중앙신학교 전문학사
- 서울 신흥대학교 영어영문학과 학사
- 미국 웨스트민스터 신학대학교 교회음악대학원 음악학 석사
- 미국 크리스천 신학대학원 신학석사

### 명예 박사 학위
- 미국 아주사퍼시픽 대학교 명예 인문과학 박사

## 출연작
- CTS기독교TV <내가매일기쁘게> (2019.3.20, 게스트)

## 박재훈을 연기한 배우

### 영화
- 2016년 《오빠 생각》  - (배우: 임시완 - 청년 시절 박재훈을 모티브로 한 한상렬 해군 군악병을 배역)

## 관련 문헌
- 문성모, 《작곡가 박재훈 목사 이야기》 홍성사, 2013.